# Colin Jackson
Colin Ray Jackson (* 18. Februar 1967 in Cardiff) ist ein ehemaliger britischer Leichtathlet. Bei einer Körpergröße von 1,82 m betrug sein Wettkampfgewicht 75 kg.
Colin Jackson gehört mit zwei Weltmeistertiteln und vier Europameistertiteln im 110-Meter-Hürdenlauf zu den erfolgreichsten Leichtathleten überhaupt. Sein Weltrekord von 12,91 s, aufgestellt im Weltmeisterschaftsfinale 1993 in Stuttgart, wurde von Liu Xiang 2004 eingestellt und 2006 in Lausanne unterboten. 1994 lief Jackson in Sindelfingen mit 7,30 s den noch heute gültigen Hallenweltrekord im 60-Meter-Hürdenlauf.
Er war 1990, 1992, 1993 und 1994 Erster der Jahresweltbestenliste. In Großbritannien führte er die Jahresbestenliste fünfzehn Jahre lang an, was keinem anderen Leichtathleten in irgendeiner Disziplin gelang.
1990 wurde Colin Jackson mit dem Orden Member of the British Empire (MBE), 1992 mit dem Commander of the British Empire (CBE) ausgezeichnet.

## Sportliche Karriere

### Jugend
Colin Jackson wurde 1967 in Cardiff in Wales geboren. Seine Vorfahren stammen aus Schottland und Jamaika. An der Llanedeyrn High School spielte er Fußball und Cricket. Zur Leichtathletik fand er über seinen späteren Trainer Malcolm Arnold. Zuerst betrieb er den Zehnkampf, spezialisierte sich aber bald auf den Hürdensprint.
1985 wurde Colin Jackson Zweiter bei den Junioreneuropameisterschaften hinter seinem Landsmann Jonathan Ridgeon. Bei den Juniorenweltmeisterschaften 1986 gewann er den Hürdensprint. Bei den Commonwealth Games 1986 in Edinburgh gewann Jackson in 13,42 s Silber für Wales, hinter dem Kanadier Mark McKoy (13,31 s).

### 1987 bis 1993
Bei den Halleneuropameisterschaften 1987 in Liévin gewann Colin Jackson in 7,63 s Silber hinter dem Finnen Arto Bryggare. 14 Tage später bei den Hallenweltmeisterschaften in Indianapolis wurde Jackson in 7,68 s Vierter. Im Sommer gewann Jackson bei den Weltmeisterschaften in Rom in 13,38 s Bronze hinter dem Weltmeister Greg Foster aus den USA und hinter Ridgeon. In Seoul nahm 1988 Colin Jackson erstmals an Olympischen Spielen teil. In 13,28 s gewann er Silber, lag aber drei Zehntelsekunden hinter dem US-amerikanischen Olympiasieger Roger Kingdom zurück.
Seinen ersten internationalen Titel im Seniorenbereich gewann Colin Jackson bei den Halleneuropameisterschaften 1989 in Den Haag. Mit 7,59 s hatte er einen deutlichen Vorsprung auf Holger Pohland aus der DDR, der mit 7,65 s Silber gewann. Bei den Hallenweltmeisterschaften in Budapest gewann Jackson in 7,45 s Silber mit zwei Hundertstelsekunden Rückstand auf Roger Kingdom.
Bei den Commonwealth Games 1990, die in Auckland ausgetragen wurden, gewann Jackson den Titel für Wales in 13,08 s vor dem Engländer Tony Jarrett in 13,34 s. Bei den Europameisterschaften 1990 Ende August in Split starteten Jackson und Jarrett gemeinsam für Großbritannien. Jackson gewann in 13,18 s knapp vor Jarrett in 13,21 s.
1991 bei den Weltmeisterschaften in Tokio gewann Jackson seinen Vorlauf, verletzte sich aber und trat zum Halbfinale nicht an. Die Saison 1992 war nach verletzungsbedingtem Trainingsrückstand sehr ungleichmäßig, bei den Olympischen Spielen in Barcelona wurde er im Finale mit 13,47 s Siebter, nachdem er im Vorlauf noch 13,10 gelaufen war. Beim Weltpokal in Havanna gewann Jackson dann mit einer Zeit von 13,07 s.
Bereits in der Hallensaison 1993 zeichnete sich ab, dass Colin Jackson wieder in Bestform war. Bei den Hallenweltmeisterschaften in Toronto liefen drei Läufer fast gleichauf ins Ziel. Nach Zielfotoauswertung gewann Mark McKoy in 7,41 s vor Jackson in 7,43 s, der US-Amerikaner Tony Dees wurde in ebenfalls 7,43 s Dritter. Im Sommer bei den Weltmeisterschaften in Stuttgart fand das Finale im Hürdensprint am 20. August statt. Colin Jackson gewann vor Tony Jarrett und unterbot mit 12,91 s den Weltrekord von Roger Kingdom aus dem Jahr 1989 um eine Hundertstelsekunde. Mit der britischen 4-mal-100-Meter-Staffel gewannen Colin Jackson und Tony Jarrett zusammen mit John Regis und Linford Christie in 37,77 s Silber hinter der Staffel aus den Vereinigten Staaten. Am Ende des Jahres wurde er zum Welt-Leichtathlet des Jahres ernannt.

### 1994 bis 2003
Am 6. März 1994 verbesserte Colin Jackson in Sindelfingen mit 7,30 s den Hallenweltrekord im 60-Meter-Hürdenlauf. Eine Woche später wurde er in Paris-Bercy Halleneuropameister. Mit 7,41 s hatte er 16 Hundertstelsekunden Vorsprung auf den zweitplatzierten Rumänen Georg Boroi. In 6,49 s gewann Colin Jackson auch den 60-Meter-Lauf auf der Flachstrecke, dieses Double aus Sieg auf der Flachstrecke und auf der Hürdenstrecke erreichte bislang kein anderer Sportler. Im August bei den Europameisterschaften in Helsinki gewann Colin Jackson den 110-Meter-Hürdenlauf in 13,08 s vor dem Deutschen Florian Schwarthoff und Tony Jarrett. Vierzehn Tage später fanden in Victoria (Kanada) die Commonwealth Games 1994 statt. Auch hier gewann Colin Jackson in 13,08 s, Zweiter wurde Tony Jarrett in 13,22 s. Nach der Saison wurde er zu Europas Leichtathlet des Jahres gewählt.
Nach einem Jahr ohne Meisterschaftsteilnahme wurde Colin Jackson bei den Olympischen Spielen 1996 in Atlanta Vierter in 13,19 s, Dritter wurde in 13,17 s Florian Schwarthoff hinter den US-Amerikanern Allen Johnson und Mark Crear. Bei den Hallenweltmeisterschaften 1997 in Paris lagen die drei Medaillengewinner dicht auf, es gewann der Kubaner Anier García in 7,48 s vor Jackson in 7,49 s und Tony Dees in 7,50 s. Bei den Weltmeisterschaften im August in Athen gewann Jackson in 13,05 s ebenfalls Silber, es siegte Allen Johnson in 12,93 s.
Jackson nahm 1998 weder an den Halleneuropameisterschaften noch an den Commonwealth Games in Kuala Lumpur teil. Bei den Europameisterschaften in Budapest aber gewann er seinen dritten Titel in Folge. In 13,02 s stellte er einen Meisterschaftsrekord auf und gewann deutlich vor dem Deutschen Falk Balzer in 13,12 s.
Die Hallenweltmeisterschaften 1999 fanden im japanischen Maebashi statt. Colin Jackson gewann seinen einzigen Hallenweltmeistertitel, als er in 7,38 s vor dem US-Amerikaner Reggie Torian (7,40 s) und Falk Balzer (7,44 s) gewann. Im Sommer bei den Weltmeisterschaften in Sevilla gewann Jackson seinen zweiten Freilufttitel in 13,04 s vor Anier Garcia, der in 13,07 s Zweiter wurde. In Sydney nahm Colin Jackson zum vierten Mal an Olympischen Spielen teil und erreichte zum vierten Mal das Finale im 110-Meter-Hürdenlauf. In 13,28 s belegte er Rang fünf.
Nach einem Jahr ohne große Erfolge wurde Colin Jackson bei den Halleneuropameisterschaften 2002 in Wien zum dritten Mal Europameister im 60-Meter-Hürdenlauf. Er gewann in 7,40 s vor dem Österreicher Elmar Lichtenegger. Ende Juli bei den Commonwealth Games 2002 in Manchester wurde Colin Jackson über 110 Meter Hürden in 13,39 s Zweiter hinter dem Südafrikaner Shaun Bownes, der in 13,34 s gewann. Bei den Europameisterschaften in München vierzehn Tage später gewann Colin Jackson in 13,11 s seinen vierten Titel in Folge. Zweiter wurde der Lette Staņislavs Olijars in 13,22 s.
Jackson beendete seine aktive Laufbahn nach den Hallenweltmeisterschaften in Birmingham im März 2003, nachdem er in 7,61 s Fünfter geworden war.

## Weiterer Werdegang

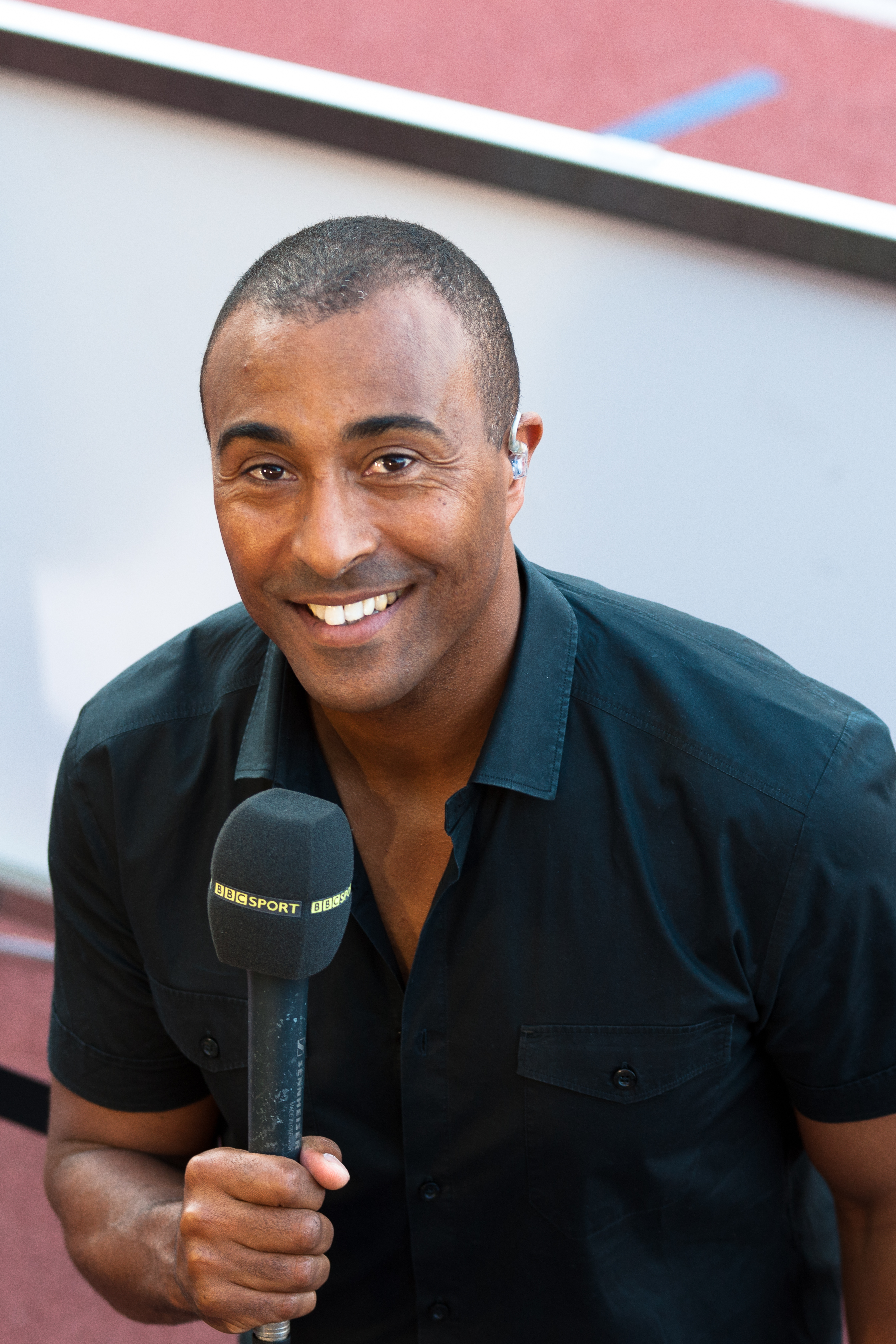
Colin Jackson (2012)

Jackson war bis Ende 2008 Präsident der British Biathlon Union und wollte in diesem Amt dem Biathlonsport in Großbritannien professionellere Strukturen verleihen. Jackson gehörte zum Bewerbungsteam für die Durchführung der Olympischen Sommerspiele 2012 in London. Für die BBC ist er als Sportkommentator und Moderator tätig. Im August 2017 outete sich Jackson als homosexuell.
Seit 2014 fungiert Colin Jackson als sportlicher Leiter der weltweiten Laufveranstaltung Wings for Life World Run. Seit 2019 ist er Repräsentant (Kanzler) der Wrexham University.

## Titel
- 110 m Hürden
  - Weltmeister 1993 und 1999
  - Europameister 1990, 1994, 1998, 2002
  - Commonwealthmeister 1990 und 1994
  - Weltcup 1992
  - Europacup 1989, 1993, 1998
  - Juniorenweltmeister 1986
  - AAA-Meister 1986, 1988, 1989, 1990, 1992, 1993, 1996, 1998, 1999, 2000, 2002

- 60 m Hürden
  - Hallenweltmeister 1999
  - Halleneuropameister 1989, 1994, 2002
  - AAA-Meister 1989, 1990, 1992, 1993, 1997, 1999, 2002

- 60 m
  - Halleneuropameister 1994

## Bestleistungen
Freiluft
- 100-Meter-Lauf: 10,29 s (1990)
- 200-Meter-Lauf: 21,19 s (1988)
- 110 Meter Hürden: 12,91 s (1993)
- 200 Meter Hürden: 22,63 s (1991)
- Weitsprung: 7,56 m (1985)

Halle
- 60-Meter-Lauf: 6,49 s (1994)
- 50 Meter Hürden: 6,40 s (1999)
- 60 Meter Hürden: 7,30 s (1994)